# An Khánh Tự
An Khánh Tự (chữ Hán: 安慶緒; 723 - 10 tháng 4, 759) là vị Hoàng đế thứ hai của chính quyền Đại Yên, thường được sử sách gọi là loạn An Sử, chống lại nhà Đường giữa thế kỷ 8 trong lịch sử Trung Quốc.
Khi Cha ông An Lộc Sơn xưng Yên Đế, tỏ ra tự mãn và làm bất bình An Khánh Tự, dẫn đến việc ông giết cha cướp ngôi vào năm 757, chỉ 1 năm sau khi An Lộc Sơn xưng Hoàng đế. An Khánh Tự được các sử gia đánh giá là người tối tăm nhu nhược, ăn nói bừa bãi, năng lực kém cỏi không thể ngồi vị trí người cai trị.

## Theo cha chống Đường
An Khánh Tự là con thứ hai của An Lộc Sơn, giữ chức Tiết độ sứ Phạm Dương của nhà Đường. Mẹ ông là Khang phu nhân, vợ cả của An Lộc Sơn.
Năm 755, An Lộc Sơn khởi binh chống nhà Đường, phát binh tràn xuống Hà Bắc. An Khánh Tự thường theo bên cạnh cha. Khi quân Yên chiếm được Trần Lưu thì Đường Huyền Tông giết chết Khang phu nhân mẹ của Khánh Tự và anh Khánh Tự là An Khánh Tông còn ở Trường An.
Năm 756, An Lộc Sơn tự xưng là Yên Đế, đóng đô ở Lạc Dương, sai An Khánh Tự làm tiên phong cùng Thôi Càn Hựu mang quân đi đánh Đồng Quan - cửa ngõ kinh thành Trường An. Trong lúc các tướng nhà Đường là Quách Tử Nghi và Lý Quang Bật đang chiếm ưu thế ở chiến trường Hà Bắc, khiến quân Yên bị động, thì An Khánh Tự và Thôi Càn Hựu mắc kẹt trước ải Đồng Quan vì Kha Thư Hàn kiên cường phòng thủ. Nhưng Đường Huyền Tông nóng lòng muốn thắng bèn ép tướng Kha Thư Hàn ra quân. Kết quả quân Đường bị quân Yên đánh bại. Quân Yên ồ ạt tiến vào Trường An. Đường Huyền Tông bỏ chạy vào Thục.
Ngày 5 tháng 2 năm 756, An Lộc Sơn xưng Hoàng đế Đại Yên, An Khánh Tự được phong làm Tấn vương (晉王).

## Giết cha cướp ngôi
An Lộc Sơn chiếm được hai kinh của nhà Đường tỏ ra mãn nguyện như mình đã chiếm được cả giang sơn nhà Đường. Nội bộ chính quyền Đại Yên xảy ra tranh giành quyền lợi. Lộc Sơn lại bị bệnh ở mắt, gần như bị mù. Do bị khối u đau nhức nên tâm tính hung dữ, An Lộc Sơn hay đánh phạt thuộc hạ. Các tướng thân cận như Nghiêm Trang, Lý Trư Nhi cũng bị đòn.
Ngoài ra, Lộc Sơn còn yêu quý con nhỏ là An Khánh Ân do vợ thứ Đoàn thị sinh ra nên có ý định bỏ An Khánh Tự. An Khánh Tự biết tin bất bình, bèn bàn với Nghiêm Trang và Lý Trư Nhi mưu giết cha giành ngôi. Đầu năm 757, An Khánh Tự sai Nghiêm Trang và Lý Trư Nhi cầm dao vào cung cấm, chém mạnh vào bụng Lộc Sơn. Lộc Sơn vươn tay vớ con dao để dưới gối nhưng không được, ruột đổ ra đầy giường mà chết.
An Khánh Tự và các tướng truyền tin An Lộc Sơn ốm chết và xưng làm Đại Yên hoàng đế.

## Thua mất hai kinh
An Khánh Tự lên ngôi ở Lạc Dương, lấy hiệu là Tái Sơ. Đến tháng 10 năm 757, ông đổi niên hiệu là Thiên Thành. Tuy nhiên, An Khánh Tự không đủ năng lực kế tục cha. Ông thiếu năng lực điều hành công việc, thiếu uy tín với tướng sĩ dưới quyền và không đủ tài năng cầm quân chống nhà Đường. Ngoài mặt trận, quân Yên liên tiếp thất bại.
Nghe theo lời Nghiêm Trang, An Khánh Tự ở trong cung cấm, giao quyền điều hành cho Nghiêm Trang. Mãnh tướng Sử Tư Minh vốn là bạn thân của An Lộc Sơn tỏ ra coi thường An Khánh Tự, thường không nghe lệnh ông. Để lấy lòng Tư Minh, ông cho Tư Minh về Phạm Dương làm Tiết độ sứ, giao toàn quyền cai quản vùng căn bản của chính quyền Đại Yên.
Không lâu sau lực lượng nhà Đường được củng cố, bắt đầu phản công. Quách Tử Nghi mang đại quân tấn công Trường An. Tướng Yên là An Thủ Trung không chống cự nổi phải bỏ chạy. An Khánh Tự sai Nghiêm Trang mang quân từ Lạc Dương sang phía tây tiếp viện cho Trường An, gặp tàn quân Yên thua chạy về, tập hợp lại được 15 vạn người. Nhưng viện binh Yên lại bị liên quân Đường - Hồi Hột đánh tan. Quân Yên thua to, Nghiêm Trang và các tướng dẫn tàn quân chạy về phía đông. An Khánh Tự được tin cánh quân chủ lực đi cứu Trường An bị đánh bại rất sợ hãi, dẫn 300 kỵ binh và 1000 bộ binh bỏ Lạc Dương chạy về Nghiệp Thành. Ngày 18 tháng 10 năm 757, quân Đường tiến vào Lạc Dương.
Theo kế của Nghiêm Trang, An Khánh Tự gọi Sử Tư Minh về hội quân, với ý định cướp quân của Tư Minh. Tư Minh thấy An Khánh Tự có ý thôn tính mình, bị kẹp giữa quân Đường và quân Yên, bèn quyết định quy hàng nhà Đường để tránh việc bị cả quân Đường và quân Khánh Tự truy sát. Tư Minh mang 8 vạn quân dưới quyền cùng 13 quận Hà Bắc về hàng Đường Túc Tông.

## Được cứu bị giết
Tháng 9 năm 758, 9 Tiết độ sứ nhà Đường dưới quyền hoạn quan Ngư Triều Ân được lệnh đi đánh An Khánh Tự ở Nghiệp Thành, trong đó có Quách Tử Nghi cùng Lý Quang Bật. Quân Đường có tổng cộng 60 vạn người.
Nghe tin Quách Tử Nghi bao vây tấn công Vệ châu, An Khánh Tự dẫn 7 vạn quân chia làm 3 ngả, tăng viện cho Vệ châu. Tử Nghi bố trí 3000 tay cung nấp sau lũy đất rồi dẫn quân ra khiêu chiến. An Khánh Tự thúc quân ra đánh. Tử Nghi giả thua chạy, quân Yên đuổi theo. Bất thần các tay nỏ vùng dậy bắn, giết hơn nửa quân Yên. Tử Nghi cũng quay trở lại đánh giết. An Khánh Tự thua lớn, bỏ chạy về Nghiệp Thành. Thấy quân Đường rầm rộ kéo đến, ông liệu thế không chống nổi, phải sai người cầu cứu Sử Tư Minh.
Tư Minh vốn đã hàng nhà Đường, nhưng bất mãn vì phát hiện Đường Túc Tông có ý trừ khử mình, bèn mang 10 vạn quân trở lại chống nhà Đường. An Khánh Tự trong tình cảnh tuyệt vọng, phải lấy điều kiện nhường ngôi vua Yên cho Tư Minh để được cứu mạng. Sử Tư Minh nhận lời, từ Phạm Dương đi cứu An Khánh Tự.
Tháng 2 năm 759, Tiết độ sứ 9 phương của nhà Đường dẫn quân đông đảo tới bao vây Nghiệp Thành. Sử Tư Minh dẫn quân đến Phẫu Dương đóng lại không tiến. Quân Đường dẫn nước sông Chương vào thành. Trong thành nước ngập rất nguy cấp, nhưng An Khánh Tự vẫn cố phòng thủ chờ viện binh của Sử Tư Minh. Hoạn quan Ngư Triều Ân không hiểu việc quân sự nên dùng dằng không ra lệnh đánh thành.
Sử Tư Minh bèn mang quân cướp lương khiến quân Đường dao động, rồi bất ngờ tập kích quân Đường. Quân Đường tan vỡ thua chạy.
Nghiệp Thành được giải vây. An Khánh Tự thế yếu suy kiệt, phải dâng biểu xưng thần với Sử Tư Minh, từ bỏ ngôi vua Yên. Sử Tư Minh lấy lời lẽ dụ ông, đề nghị đến doanh trại để kết làm hai nước anh em cùng chống nhà Đường. An Khánh Tự nghe theo, bèn đến doanh trại của Tư Minh. Tư Minh gặp An Khánh Tự bèn bắt giữ, kể tội giết cha, rồi giết chết ông.